# كولة مصب (أفلح الشام)

تعديل مصدري - تعديل

كولة مصب هي إحدى قرى عزلة بني أبو هادي والعباد بمديرية أفلح الشام التابعة لمحافظة حجة، بلغ تعداد سكانها 715 نسمة حسب تعداد اليمن لعام 2004.